# イドリブ県
イドリブ県（イドリブけん、イドリーブ県、Idlib Governorate, アラビア語: مُحافظة إدلب, Muḥafaẓat Idlib）は、シリアの14ある県の一つ。面積は6,097平方km、人口は 1,172,000人（2021年公式推計）で、2011年の推計より約33万人減少した。県都はイドリブである。

## 地理
シリア北西部にあり、北はトルコに、東はアレッポ県に、南はハマー県に、西はラタキア県に接する。

## 経済
小麦、綿花、果実などを栽培する農業地帯である。
織物産業も見られていたが、後述するシリア内戦の激化に伴い閉鎖を余儀なくされている。

## 歴史
古くからシリアでも有数の肥沃な穀倉地帯であり、古代都市の建物などが崩れた跡はテルと呼ばれる丘（遺丘）となっている。特にエブラはオリエントを解明する上でも重要な遺跡である。またヘレニズム期やローマ帝国時代の町や村の廃墟も散在する（シリアの世界遺産・シリア北部の古村落群を参照）。

### シリア内戦
2011年から始まったシリア内戦では、政府側と反体制側の支配地域が入り乱れる状況になった。治安も悪化し、2013年10月14日には、赤十字国際委員会とシリア・アラブ赤新月社のスタッフが武装集団に拉致されたほか、翌日には自動車爆弾の爆発により27人が死亡するテロも発生した。
2016年、県都近くのシーア派の町カフリーヤとアル＝フーアを除いたほぼ全域が反政府軍支配下となる。
2018年、県内の大部分はシャーム解放機構（HTS）が掌握しているほか、国民解放戦線（NFL）も拠点を置く。県内に大きな影響力を持つトルコ（反政府側勢力を支援）とロシア（政府側を支援）は、HTSとNFLを引き離すことに合意し、県内に非武装地帯の設置が進められた。
2019年1月、シャーム解放機構が県全域を完全掌握。同年5月にかけて県土がシリア政府軍とロシア軍からの激しい爆撃を受けることとなり、避難民の数は隣県のアレッポ県と合わせて15万2000人に達した。
2019年8月、主要地域からHTSとその協力団体が撤退する。
2019年10月26日、ハーレム郡バリシャ村近郊にて、アメリカ軍特殊部隊がISILの指導者アブー・バクル・アル＝バグダーディーの居場所を特定して襲撃（カイラ・ミューラー作戦）。死亡させた。襲撃には、ロシア軍が管轄するシリア領の上空をアメリカ軍のヘリコプターが移動するという、イドリブ県の複雑な状況の中で行われた。
2020年1月、イドリブ県内に対する政府軍の攻撃が激しくなり約52万人がトルコ国境へ向けて避難を開始した。トルコ側はすでに多数の難民が流入しているとして受け入れを拒否した。
2022年2月3日、アメリカ軍がイドリブ県アトメに存在したISILの拠点を急襲。拠点に居た最高指導者アブイブラヒム・ハシミが自爆死した。

## 行政区分
イドリブ県には5郡が属する。

### 郡
1. アリーハー郡（英語版）（Arihah District）
2. ハーレム郡（英語版）（Harem District）
3. イドリブ郡（英語版）（Idlib District） - イドリブ
4. ジスル・アッ＝シュグール郡（英語版）（Jisr ash-Shugur District）
5. マアッラト・アン＝ヌウマーン郡（英語版）（Ma'arrat al-Numan District） - マアッラト・アン＝ヌウマーン

### 主要都市
県内にはイドリブやマアッラト・アン＝ヌウマーンなどの街がある。